# تریومف تی‌آر۷
تریومف تی‌آر۷ (Triumph TR۷) خودرویی است که در سال‌های ۱۹۷۵–۱۹۸۱۱۱۲،۳۶۸
(TR۷ coupe/hardtop)
۲۸،۸۶۴
(TR۷ cabriolet/roadster)
۲،۴۹۷ (TR۸) توسط شرکت انگلیسی تریومف موتور تولید شده‌است.
این خودرو در کلاس خودرو اسپورت قرار گرفته و طراحی آن خودروهای موتور جلو-محور عقب بوده طول آن در حالت طبیعی ۱۶۰ اینچ (۴٬۰۶۴ میلیمتر) و عرض آن در حالت طبیعی ۶۲ اینچ (۱٬۵۷۵ میلیمتر) است.
موتور آن ۱۹۹۸ سی‌سی سیستم جعبه‌دندهٔ آن ۴/۵ دنده دستی و ۳ دنده به صورت خودکار است.